# Plateau de Diesse
Plateau de Diesse je obec v okrese Bernský Jura v kantonu Bern ve Švýcarsku. Žije zde přibližně 2 000 obyvatel.
Obec Plateau de Diesse vznikla 1. ledna 2014 sloučením dříve samostatných obcí Diesse, Lamboing a Prêles. Obec Nods od projektu sloučení odstoupila a zůstala samostatná.

## Geografie
Obec se nachází na tzv. plošině Diesse (francouzsky Plateau de Diesse) v nadmořské výšce okolo 800 m, z čehož je odvozen i její název. Skládá se ze tří místních částí Diesse, Lamboing a Prêles, které byly před rokem 2014 samostatnými obcemi. Nejvyšší bod katastru se nachází na vrcholu Mont Sujet ve výšce 1382 m.

## Historie
Osídlení na území obce již v době bronzové dokládá nález tzv. bronzové ruky z Prêles z roku 2017. Obec Plateau de Diesse vznikla 1. ledna 2014.